# 查理·史瑞姆
查理·史瑞姆（英語：Charlie Shrem，1989年11月25日—），美國企業家和比特幣倡議者，他是BitInstant的聯合創始人，亦是比特幣基金會的創始成員和前副主席。2014年，美國政府致力打擊絲路網站上的匿名毒品交易，將史瑞姆以「協助和教唆營運未經許可的轉帳業務」的罪名判監兩年。

## 早年生活
史瑞姆在紐約布魯克林出生及長大，擁有敘利亞猶太裔血統，2012年布鲁克林学院畢業，擁有經濟和金融學士學位。